# Casa de Gobierno de la Provincia de Buenos Aires
La Casa de Gobierno de la Provincia de Buenos Aires, conocida comúnmente como Casa de Gobierno, está ubicada en el centro de la ciudad de La Plata, capital de la Provincia de Buenos Aires, Argentina. Más precisamente en la manzana delimitada por las calles 51 y 53, 5 y 6, frente a la plaza San Martín.

## Historia

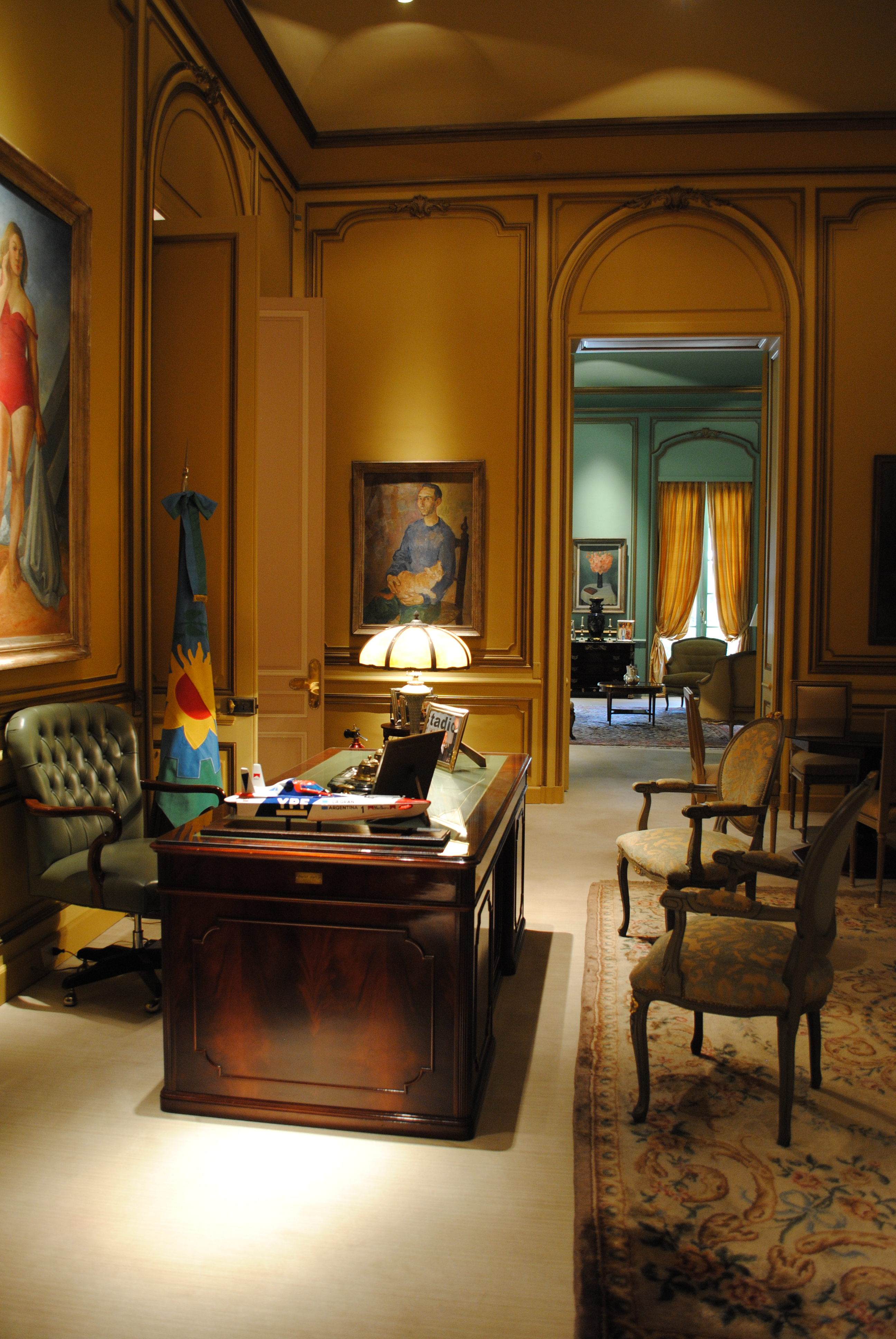
Vista de la oficina del gobernador.

Este edificio es parte del eje fundacional de la ciudad de La Plata. La Piedra Fundamental fue colocada el 27 de noviembre de 1882; pero su construcción empezó al año siguiente, bajo las órdenes del arquitecto belga Jules Dormal, y se terminó en 1892.
El 13 de septiembre de 1974 el edificio sufrió un importante incendio en el nivel de la mansarda, que consumió rápidamente pisos y techos de madera. Sin embargo, pudo ser sofocado sin causar ninguna muerte, y la parte dañada fue reconstruida.

## Arquitectura

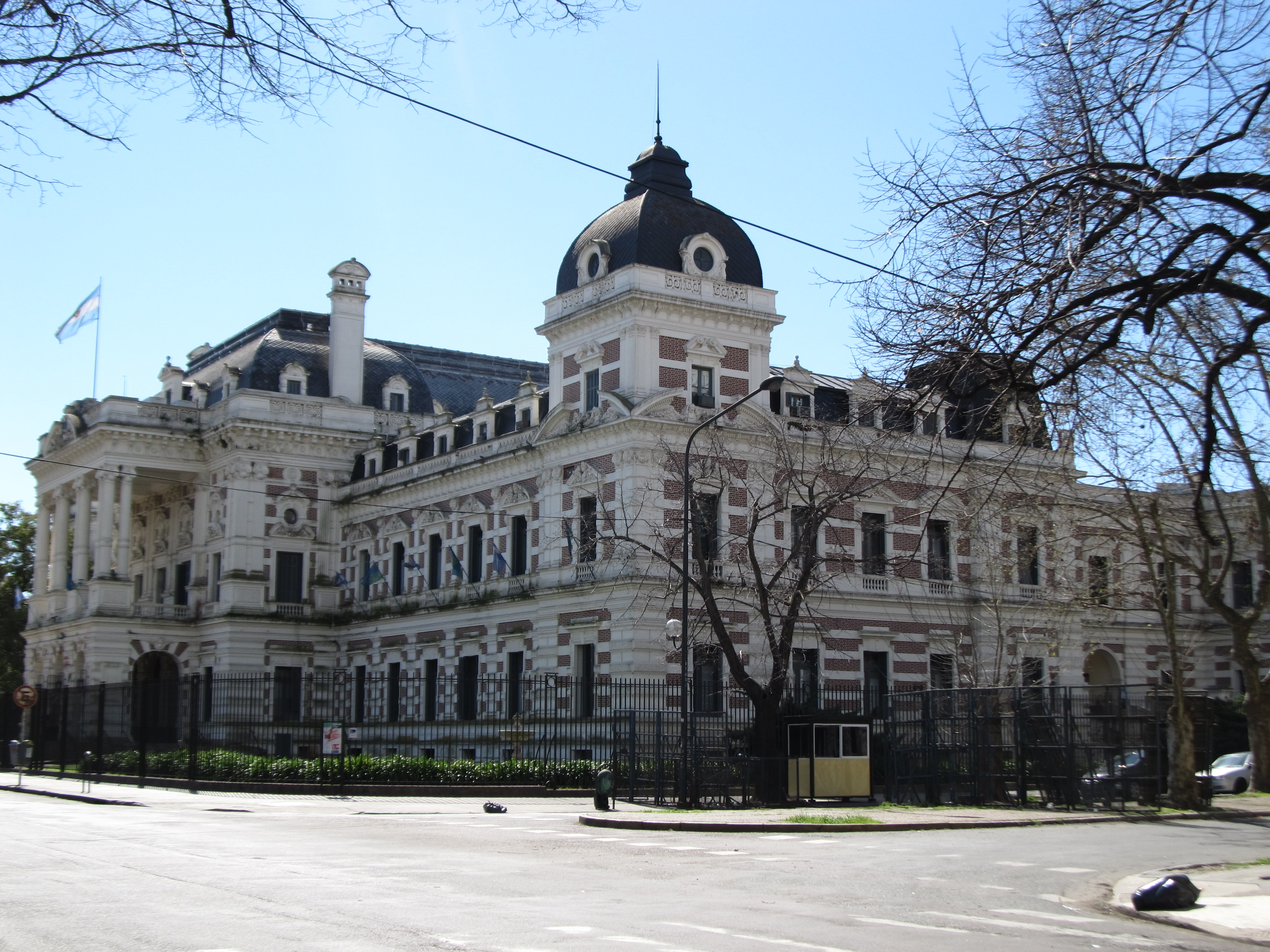
Casa de Gobierno. Vista desde otro ángulo.

El edificio tiene un estilo neo renacentista de influencia flamenca, y sus fachadas se caracterizan por la combinación de paños de ladrillo a la vista, con partes revestidas en símil piedra París. Consta de dos plantas y mansarda, hacia Plaza San Martín está la Portada Monumental de triple arco romano, sobre la cual se levanta un pórtico de cuatro pares de columnas que cierran el balcón cubierto, e inicialmente sostenían un pequeño torreón central con cúpula, que sería luego demolido.
La distribución interna de la Casa de Gobierno es simétrica y consta de dos alas que rodean patios interiores, y en las cuales se distribuyen las oficinas y los despachos de la Gobernación. En el año 1986 uno de los patios fue remodelado, denominándoselo "Patio de los Intendentes".
La sala más destacada del edificio es el Salón Dorado de 11 m × 24 m, cuya decoración barroca estuvo a cargo de Augusto Ballerini, en 1900. El piso es de roble de Eslavonia, en los laterales y extremos del techo se observan figuras alegóricas que portan la Balanza de la Justicia; la Rueda de la Industria; el Libro de la Educación. Más abajo, los retratos de catorce próceres destacándose en la cabecera José de San Martín, Manuel Belgrano y hacia los laterales Domingo Faustino Sarmiento, entre otros. En el friso, de 4 x 12 m, se destacan los tres Poderes Públicos, como así también pequeños ángeles portando una cinta con la inscripción con la fecha de fundación de La Plata, en números romanos. 
El Salón Rojo antiguamente era utilizado como el despacho del Gobernador, pero en la actualidad se utiliza como Sala de Espera para las audiencias. Las pinturas pertenecen al Museo de Bellas Artes. El reloj, que aún funciona, perteneció al Dr. Dardo Rocha. El hogar es de una sola pieza de mármol de Carrara, siendo las cubiertas de las paredes de madera hasta el techo. 
El Salón del Acuerdo se construyó recién en 1969, siendo de líneas modernas. Posee aislación acústica y equipamiento de proyección de películas y audiovisuales; y se utiliza para reuniones de Gabinete. Este salón se comunica directamente con el despacho del Gobernador. Otros atractivos de este edificio son sus escalinatas y el Patio de las Palmeras.

## Residencia del Gobernador

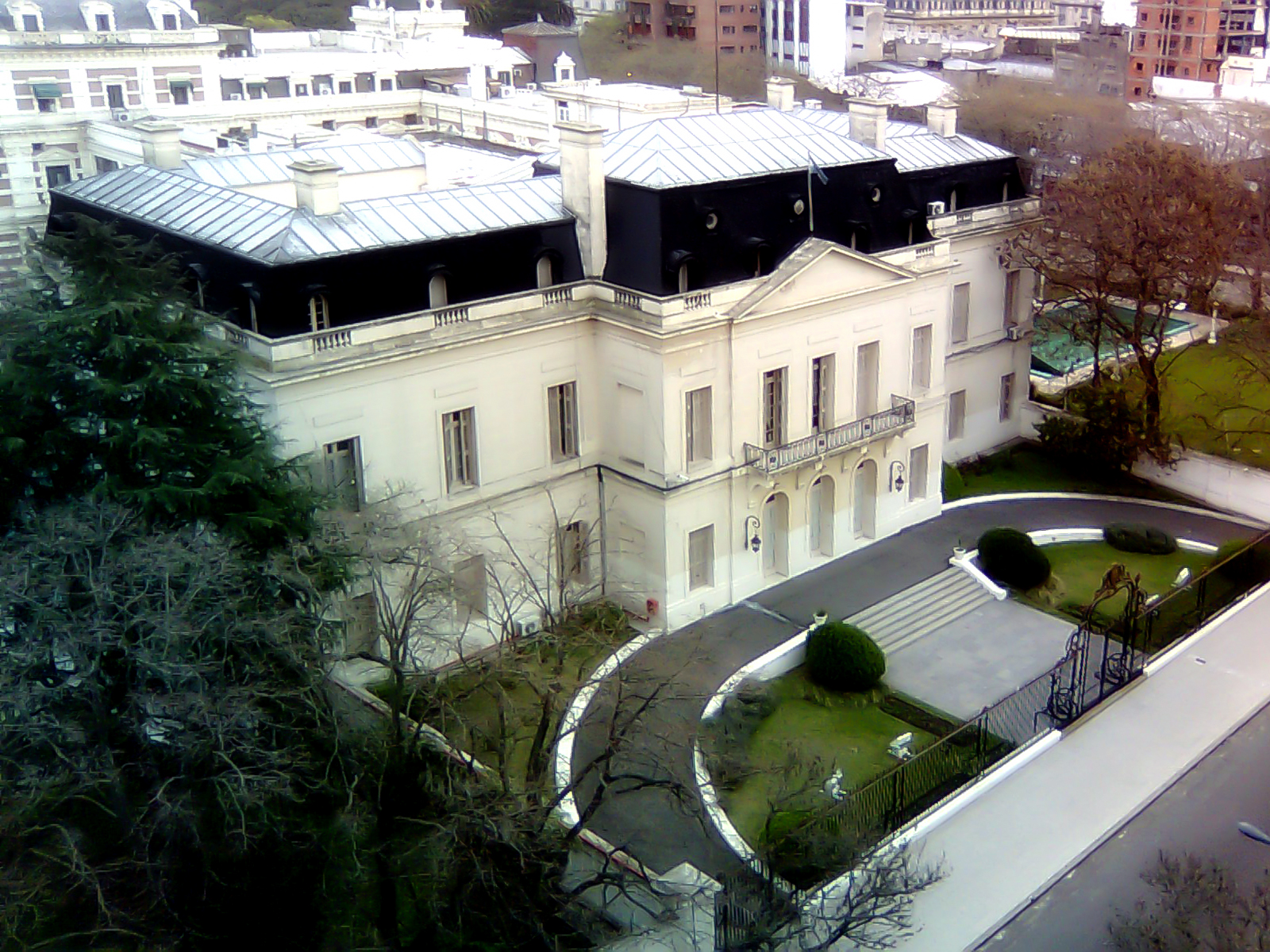

En la misma manzana, pero con frente a calle 5, se encuentra la Residencia del Gobernador, finalizada en 1911. Su primer ocupante fue el gobernador José Inocencio Arias, en 1912. Originalmente el estilo era también neorrenacentista flamenco; pero en 1938, durante el Gobierno del Dr. Manuel Fresco, se le encargó al arquitecto Alejandro Bustillo una remodelación total que dio a la Residencia la expresión clásica francesa que muestra actualmente. En ella reside el actual Gobernador Axel Kicillof, que se desempeña en el cargo desde el año 2019.

## Enlaces relacionados
- Ciudad de La Plata
- Provincia de Buenos Aires